# Энрикес Эспиноса, Мигель
Мигель Умберто Энрикес Эспиноса (исп. Miguel Humberto Enríquez Espinosa; 27 марта 1944, Консепсьон, Чили — 5 октября 1974) — генеральный секретарь чилийской марксистско-ленинской партии Левое революционное движение (МИР) с 1967 до смерти в 1974.

## Биография
Отец Мигеля Эдгардо Энрикес Фродден (исп. Edgardo Enríquez Frödden) состоял в Радикальной партии, был ректором университета города Консепсьон с 1969 по 1972. В 1973 стал министром образования в правительстве Сальвадора Альенде.
В 1968 году женился на Алехандре Писарро на одной церемонии со свадьбой своей сестры Инес Энрикес с другим лидером ЛРД, Баутистой ван Схаувеном.
После военного переворота 11 сентября 1973 года и свержения правительства Народного единства Мигель, как и подавляющее большинство членов ЛРД, отказывается искать политического убежища в иностранных посольствах.
Он стал одним из лидеров подполья и сопротивления диктатуре военной хунты под руководством Аугусто Пиночета. 5 октября 1974 года подразделение политической полиции ДИНА под руководством Марсельо Морена Брито, Мигеля Краснова и Освальдо Ромо атаковало дом в коммуне Сан-Мигель на рабочей окраине Сантьяго, где скрывались Мигель с товарищами. Их бой против почти 200 солдат, участвовавших в спецоперации, продолжался более двух часов. В 2019 году суд признал его умышленными убийцами агентов DINA Мигеля Краснова, Терезу Осорио и Родольфо Конча.
Похоронен на Общем кладбище Сантьяго.
В его честь названа клиническая больница на Кубе.
Его сын, Марко Энрикес-Оминами, является известным чилийским политиком.